# Масоретський текст

Дерево виводів і редакцій Старого Завіту. Септуаґінта позначена як LXX. Літерою א (алеф) позначений Синайський кодекс, А — Александрійський кодекс, В — Ватиканський кодекс, Q — Codex Marchalianus. Encyclopaedia Biblica, 1899

Масоре́тський те́кст (івр. נוסח המסורה, в біблійній текстології MT, 𝕸, або {\displaystyle {\mathfrak {M}}}), іноді іменований textus receptus, — середньовічна редакція однієї з груп древніх текстів Танаха (єврейської Біблії), визнана в рабинському середовищі єдиним священним текстом. Форми цього тексту, що мало відрізнялися одна від одної, переписувалися і поширювалися в кількості, що перевищує інші редакції; нестандартні тексти послідовно знищувалися. Остаточного зафіксованого вигляду МТ набув до X століття н. е.
Кумранські знахідки показали існування більш ранніх, так званих протомасоретських версій Танаха, які, на відміну від масоретського тексту, позбавлені о́голосів (огласовок) та акцентних знаків, а також у ряді місць розходяться між собою і виробленим масоретським текстом. У I столітті н. е. центральна роль протомасоретських текстів зросла через ослаблення або зникнення інших течій в юдаїзмі. В юдаїзмі масоретський текст став основним текстом Біблії і в Новий час визначальним текстом для Старого Завіту в християнстві та науковому світі. Цей текст переписували з особливою ретельністю, а в період VII-X століть група єврейських учених — масорети — додали до нього Масору, тобто о́голоси та акцентні знаки для правильної вимови слів тексту і примітки для точного його переписування. Масора була створена на основі давньої традиції, але головну роль в її закріпленні і поширенні зіграла в X столітті сім'я Бен-Ашерів з Тиверії. Текст, який виробив масорет Аарон бен Ашер, лежить в основі сучасної єврейської Біблії. Найстаріші рукописи масоретського тексту, що збереглися фрагментарно, належать до IX століття. До початку XXI століття найдавнішим масоретським рукописом Танаха, що повністю зберігся, був манускрипт, створений близько 1008 року і званий Ленінградським кодексом. При цьому збереглося не менше 6000 рукописів, що містять як повний, так і частковий текст Танаха з Масорою, їх копіювання тривало до початку XVI століття.
Авторитетне друковане видання МТ видав Даніель Бомберг у Венеції в 1524—1525 роках, воно залишається одним з найважливіших джерел для наукових видань. Ленінградський кодекс покладено в основу наукового видання Biblia Hebraica Stuttgartensia. Сучасні ізраїльські критичні видання Танаха базуються на Алеппському кодексі. Масоретський текст є основою для старозавітної частини Біблії Лютера, Біблії короля Якова, канонічних книг російського Синодального перекладу і Нової Вульгати.

## Поняття «масоретський текст»

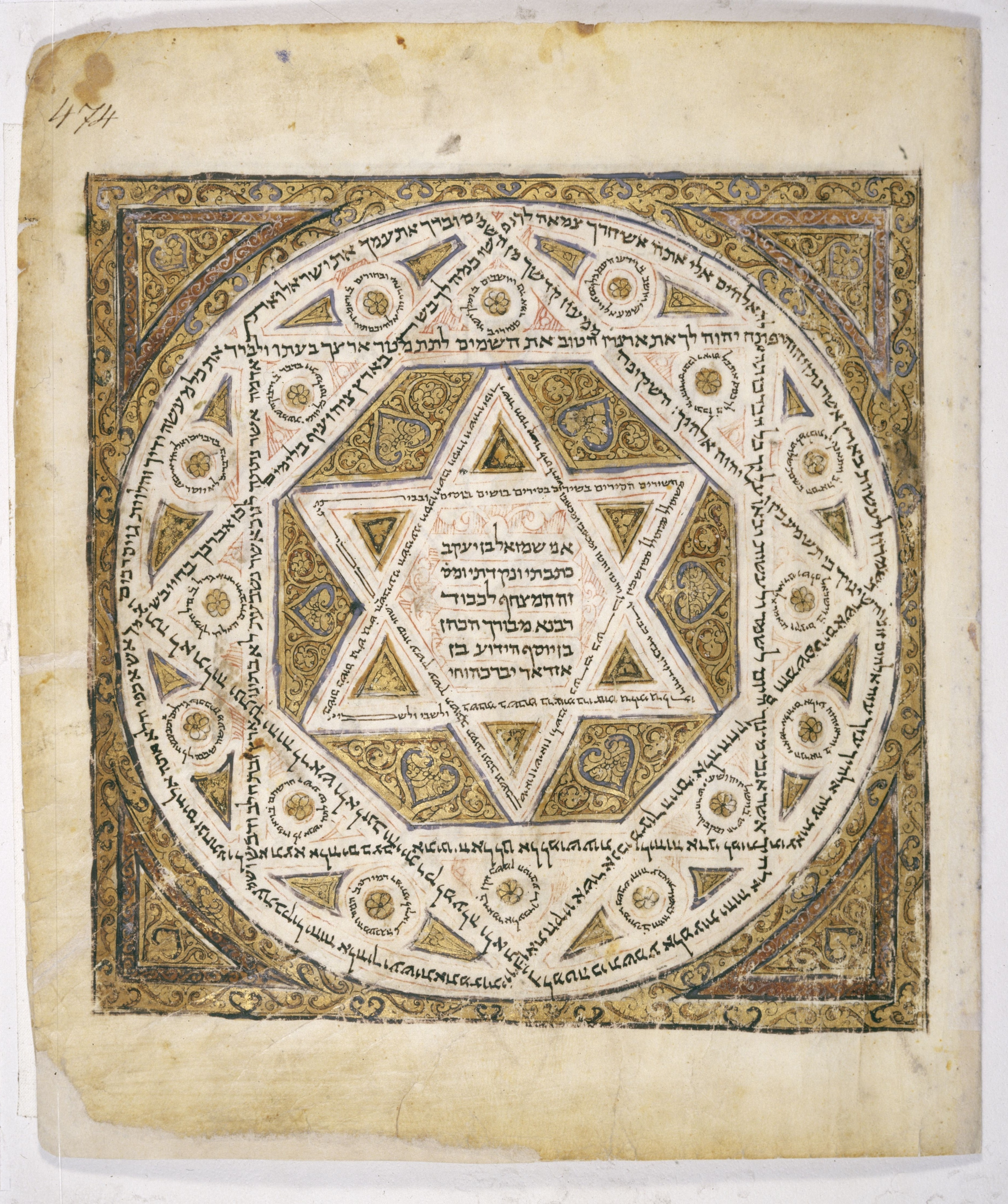
Орнаментована сторінка E Ленінградського кодексу (аркуш 474a)

Єврейське слово масора (mesorah, івр. מסורה або ‏מסורת‏‎) означає спеціальний апарат інструкцій для точного переписування біблійного тексту і його читання. Назва «масоретський текст» (позначається як 𝕸) належить до групи тісно пов'язаних між собою ранньосередньовічних рукописів, що, втім, належать до набагато давнішої традиції. Назву дано через уведений в нього апарат Масори, який розробляли в VII—X століттях, але основну роботу в її створенні виконала сім'я Бен-Ашера з міста Тиверії в X столітті. З цієї причини Е. Тов і М. Гошен-Готштейн підкреслювали неточність поняття «масоретський текст», оскільки його використовували як до частини текстуальної традиції 𝕸, що була оформлена Бен-Ашером. Гошен-Готштейн проводив різницю між МТ взагалі і Тиверіадським МТ Бен-Ашера, з рукописів якого походять усі сучасні друковані видання цього тексту. Під МТ більшість вчених мають на увазі Тиверіадський Масоретський текст. Як показав М. Коен, масоретські знаки (вивіреності, акцентні знаки, примітки) містилися далеко не у всіх рукописах групи 𝕸. Коректніше були б такі терміни, як «масоретські тексти» або «група масоретських текстів».
Основним компонентом сучасного МТ є консонантний текст Танаха, зафіксований джерелами вже в епоху Другого Храму. Хоча інші елементи були додані пізніше, консонантна основа МТ відбиває традицію, що склалася більш ніж за 1000 років до кодифікації 𝕸. Цю основу Е. Тов пропонував позначати як протомасоретську. Сучасний масоретський текст містить п'ять елементів:
1. Консонантний єврейський текст, з Масорою. Остання включає в себе:
2. О́голоси (огласовку);
3. Паратекстуальні елементи;
4. Акцентні знаки;
5. Примітки масоретів[9].

## Видання
- Rabbinic Bible OT Mikraot Gedolot Bomberg's Hebrew Tanach / Jacob ben Chaim. — Венеция, 1525.
- Johannis Buxtorfi. Tiberias: sive commentarius Masoreticus. — Basileae : Lidovici König, 1620.
- Biblia sacra Hebraica & Chaldaica: cum Masora, quae Critica Hebraeorum sacra est, Magna & Parva, ac selectissimis Hebraeorum interpretum Commentariis ... collectis quibus textus Grammatice et historice illustratur. — Basileae : Ludovici König, 1620.
- Vetus Testamentum Hebraicum : cum variis lectionibus / Ed. B. Kennicott. — Oxonii : Typographeo Clarendoniana, 1776.
- Massoretic Rabbinic Hebrew Bible / Ed. by Christian David Ginsburg, based on Jacob ben-Chaim, Elias Levita, and others. — L. : Longman, Green and Co, 1865—1905.
- Elias Levita. The Massoreth ha-Massoreth of Elias Levita : being an exposition of the Massoretic notes on the Hebrew Bible; or, The ancient critical apparatus of the Old Testament in Hebrew / Ed by C. D. Ginsburg. — L. : Longmans, 1867.
- Biblia Hebraica / Ed. R. Kittel. — Lipsiae : J. C. Hinrichs, 1909.
- Biblia Hebraica Stuttgartensia / Ed. by K. Elliger and W. Rudolph. — Stuttgart : Deutschen Bibelgesellschaft, 1997. — 1629 p. — ISBN 978-1598561630.